# ＃ALIVE
《#ALIVE》（韩语： #Saraitda）是一部2020年上映的韓國驚悚劇情片，改編自好萊塢編劇麥特·內勒為美國驚悚片《Alone》創作的劇本，由新人導演曹日亨改編劇本並執導，劉亞仁、朴信惠主演。製作期間的暫定片名為《#Alone》，電影於2019年下半年拍攝，2020年6月24日在韓國上映。

## 劇情簡介
某座被來路不明病毒襲擊的城市，有與世隔絕的電動玩家「俊宇」與不畏困境，努力創造自己生存方式的「宥彬」兩位倖存者。两人經歷一次次的希望和絕望，在孤立無援的情況下透過無線電对讲机、物资传送等方式溝通鼓勵對方，並抱持著「一定要活下来」的信念生存下來。

## 演員陣容

### 主要人物
- 劉亞仁 飾演 吳俊宇，与世隔绝独自在公寓里存活下来的游戏玩家。
- 朴信惠 飾演 金宥彬，不畏環境困境，奮力創造獨有生存方式的倖存者。

### 其他人物
- 全培秀 飾演 口罩男，將生存者帶回給感染妻子食用。
- 李賢旭 飾演 尚哲，被家人感染後闖入俊宇家中，病發時被趕出。
- 吳慧媛（朝鲜语：오혜원 (배우)） 飾演 女警，被感染者追至俊宇公寓樓下，後被感染。
- 金丹菲 飾演 感染者
- 全雲鐘（朝鲜语：전운종)） 飾演 消防員感染者
- 李奎浩 飾演 大塊頭感染者，感染者，被俊宇發出聲音吸引而闖進其家中。
- 李採京（朝鲜语：이채경)） 飾演 口罩男的妻子，感染者，被丈夫牽制並以生存者餵養。
- 孫敬元（朝鲜语：손경원 (배우))） 飾演 警衛員感染者
- 趙漢俊（朝鲜语：조한준 (배우))） 飾演 感染者
- 金學善（朝鲜语：김학선)） 飾演 俊宇的父親
- 蘇熙靜（朝鲜语：소희정)） 飾演 俊宇的母親
- 朱普妃（朝鲜语：주보비)） 飾演 俊宇的姐姐
- 陳昭妍（朝鲜语：진소연)） 飾演 埃琳娜·金

## 反響
《#Alive》在韓國電影院上映期間開出不錯的票房紀錄，連續蟬聯三週以上的票房冠軍，最終總票房為190萬人次。2020年9月8日起在Netflix上獨家播出，於全球190個國家和地區發行，共翻譯成31種語言的字幕以及5種語言的配音。公開兩天後，登上了全世界35個國家和地區電影排行榜第一名，也在公開後三天內登上全球電影排行榜第一名，成為Netflix中第一部登上全球電影排行榜榜首的韓國電影，為韓國電影寫下了新的篇章。

## 獎項榮譽
| 年份   | 頒獎禮                     | 獎項                        | 入圍者         | 結果 |
| ------ | -------------------------- | --------------------------- | -------------- | ---- |
| 2020年 | Cine21電影獎               | 最佳男主角                  | 劉亞仁         | 獲獎 |
| 2021年 | 第16屆大韓民國大學生電影節 | 大學生票選的年度電影 技術獎 | 金承奎（燈光） | 獲獎 |

## 外部連結
- NAVER上《＃ALIVE》的資料
- Daum上《＃ALIVE》的資料

- 韩国电影数据库（KMDb）上《＃ALIVE》的資料
- 互联网电影数据库（IMDb）上《＃ALIVE》的资料（英文）
- 豆瓣电影上《＃ALIVE》的資料 （简体中文）